# Plasmaviridae

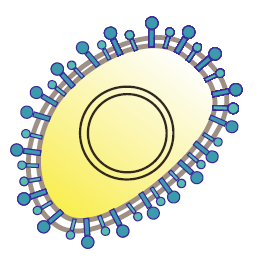

Plasmaviridae es una familia de virus que infectan bacterias (bacteriófagos). Poseen un genoma de ADN de cadena doble como ácido nucleico por lo que pertenecen al Grupo I de la Clasificación de Baltimore. Los viriones tienen una envoltura viral, un complejo de nucleoproteínas y una cápside estructuralmente definida por una morfología pleomórfica. Su diámetro es de 50-125 nm.
El genoma es condensado, no segmentado y consta de una sola molécula de circular de ADN de 12.000 pares de bases de longitud. El contenido GC es de alrededor de 32%. La infección implica un ciclo productivo y un ciclo de lisogénico. Después de la introducción del genoma en la célula huésped, el virus puede permanecer en estado latente. La lisogenia implica la integración en el cromosoma del huésped.